# Den hun elsker
Den hun elsker er en amerikansk stumfilm fra 1912 af D. W. Griffith.

## Medvirkende
- Henry B. Walthall
- Mary Pickford
- Lionel Barrymore
- Kate Bruce
- Gertrude Bambrick